# Notitia dignitatum

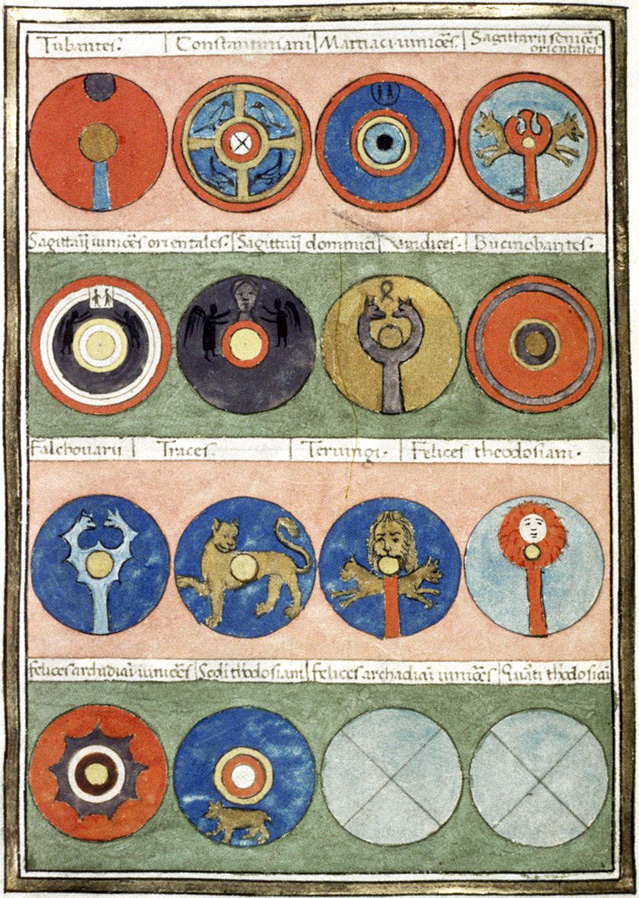
Pagina uit een middeleeuwse kopie van de Notitia Dignitatum, dat de schilden van de Magister Militum Praesentalis II, afbeeldt, een laat-Romeins register van militaire commando's.

De Notitia dignitatum, de "Lijst van Dignitarissen", is een overzicht van alle administratieve en bestuurlijke functies en hun insignia in het Romeinse Rijk uit de vroege vijfde eeuw. De tekst in de overgeleverde handschriften die teruggaan op het verloren gegane originele manuscript, dat rijk van illustraties was voorzien, is verdeeld in twee delen: het eerste beschrijft het Oost-, het tweede het West-Romeinse Rijk. Over de datering van het werk lopen de meningen uiteen tussen 402 tot 427.
Er bestaan verschillende vijftiende- en zestiende-eeuwse kopieën (waaronder een met kleurenplaatje versierde versie uit 1542). Alle bekende en nog bestaande exemplaren van dit laat-Romeinse document zijn, direct of indirect, afgeleid van een codex (de Codex Spirensis), waarvan bekend is dat deze zich in 1542 in de kathedraalsbibliotheek van Speyer bevond, maar die voor 1672 verloren is gegaan. Dit boek bevatte een verzameling documenten (waarvan de Notitia, met 164 pagina's, het laatste en grootste document was), die een aantal eerdere documenten, waaronder één uit de negende eeuw samenbracht. Men denkt dat de heraldiek in de verluchte handschriften van Notitiae een kopie of imitatie is van de verloren gegane Codex Spirensis. De belangrijkste kopie van de Codex is die van Pietro Donato (1436). Deze is verlucht door Peronet Lamy.

## Inhoud
Voor elke helft van het rijk, somt de Notitia alle grote 'waardigheden' (dat wil zeggen ambten) op in zijn gave, vaak met hun locatie en zelfs hun exacte officium (personeel, alle rangen worden opgesomd, behalve de meest juniore). Deze worden georganiseerd in:
- Hofbeambten (inclusief de hoogste hoogwaardigheidsbekleders zoals pretoriaanse prefecten).
- Vicariussen en provinciale gouverneurs, gearrangeerd per pretoriaanse prefectuur en Romeinse diocesen.
- Militaire bevelhebbers (magistri militum, comites rei militaris en duces), met de volledige titels en verblijfplaatsen van hun regimenten.

De meest recente redacteur van de Notitia Dignitatum is Robert-Ierland, in British Archaeological Reports, International Series 63.2.

## Interpretatie

De Notitia maakt vier belangrijke problemen met betrekking tot de studie van de militaire inrichting van het Romeinse Rijk duidelijk:
1. De Notitia geeft een beschrijving van het Romeinse leger aan het einde van de vierde eeuw. De ontwikkeling gedurende de eeuwen daarvoor van militaire opganisatie ten tijde van het Principaat tot de beschreven toestand aan het eind van de vierde eeuw blijft als gevolg van het ontbreken van andere bronnen grotendeels giswerk.
2. De Notitia is samengesteld op twee verschillende tijdstippen. Het deel over het Oost-Romeinse Rijk dateert blijkbaar uit ca. 395, terwijl het deel over het West-Romeinse Rijk een generatie later rond 420 is opgesteld. Bovendien geeft elke sectie waarschijnlijk niet een gelijktijdige "snapshot", maar gaan de gegevens terug over een periode van twintig jaar. het Oost-deel bevat gegevens die teruggaan tot 379, aan het begin van de regering van Theodosius I. Het West-deel bevat gegevens die teruggaan tot ongeveer ca. 400: het noemt bijvoorbeeld ingezette eenheden in Groot-Brittannië. Die informatie moet van voor 410 dateren, het jaar dat het formele Romeinse leger Britania definitief verliet. Bijgevolg bestaat er een substantiële overlapping, waar dezelfde eenheid meerdere keren wordt vermeld onder verschillende commando's. Het is verder ook onmogelijk na te gaan of dit afdelingen van dezelfde eenheid op verschillende plaatsen op hetzelfde moment waren, of de gehele eenheid op verschillende tijdstippen. Ook is het waarschijnlijk dat sommige eenheden alleen op papier bestonden of dat zij wel bestonden, maar zeer onder sterkte waren.[2]
3. Vele secties in de Notitia zijn verloren gegaan. Ook zijn er lacunae (gaps) in secties. Dit is ongetwijfeld te wijten aan kopieerfouten. Bij elke kopie werden al of niet bedoeld delen weggelaten. Ook werden er bij het kopiëren natuurlijk fouten gemaakt. Het vroegste manuscript dat wij heden ten dage bezitten dateert uit de vijftiende eeuw. De Notitia geeft dus geen volledig overzicht van alle eenheden die aan het eind van de vierde eeuw bestonden.
4. De Notitia bevatte geen cijfers per eenheid. Daarom is de personeelssterkte van de afzonderlijke eenheden, en van de verschillende commando's, niet bekend. Ook al omdat men voor deze periode verder over weinig andere aanwijzingen over troepensterkten beschikt, is het zeer moeilijk om een betrouwbare schatting van de totale sterkte van het Romeinse leger te geven. Afhankelijk van de schatting van de sterkte van de eenheden kan de totale sterkte van het Romeinse leger aan het einde van de vierde eeuw leger in het ene uiterste gelijk zijn geweest aan de grootte van het leger in de tweede eeuw (dat wil zeggen meer dan 400.000 man);[3] aan de andere kant kunnen de aantallen ook veel kleiner zijn geweest. De troepensterkte in Britannia kan rond 400 bijvoorbeeld rond de 18.000 zijn geweest tegen rond de 55.000 in de tweede eeuw.[4]

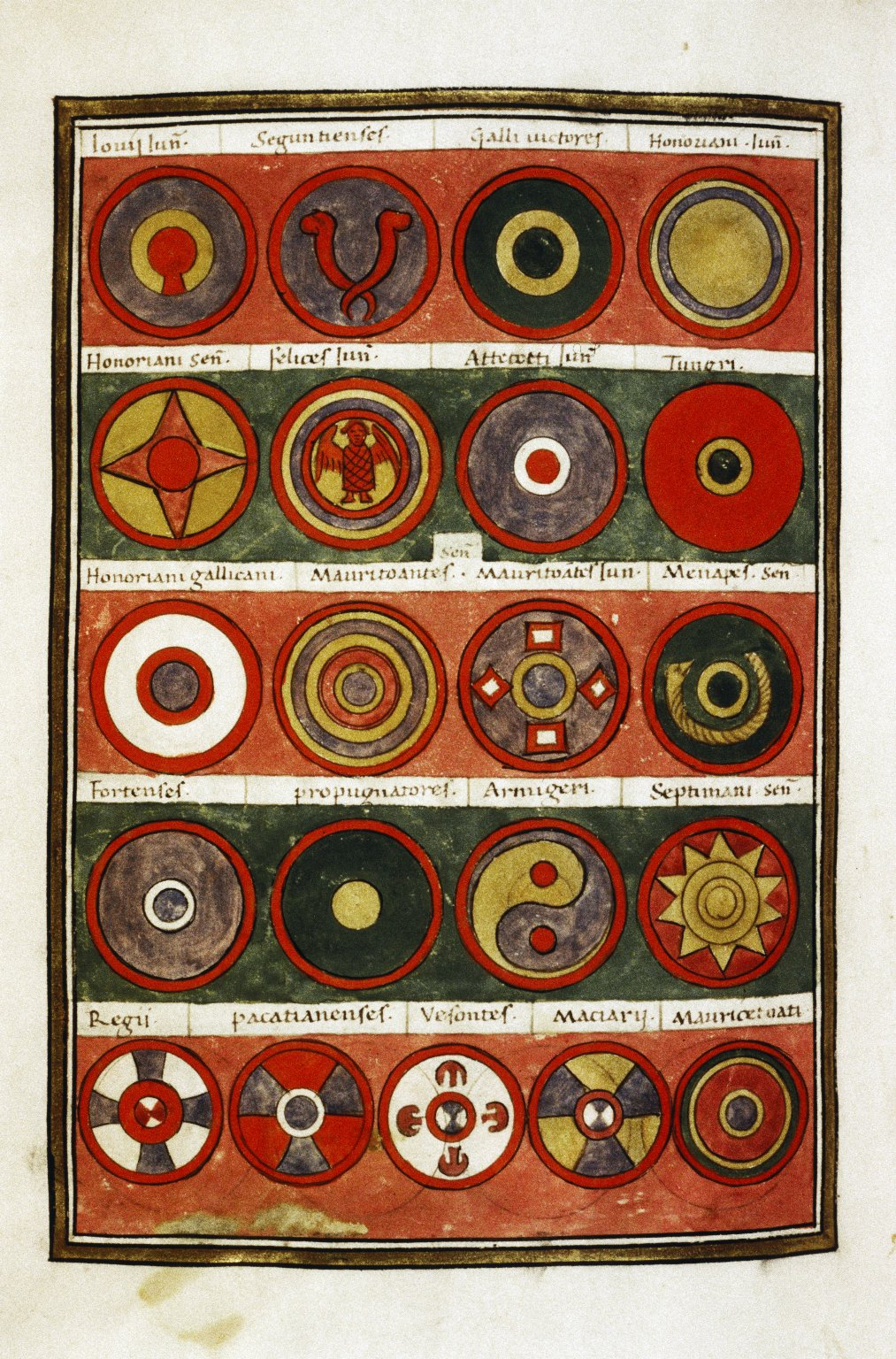
Schildpatroon van de armigeri defensores seniores (4e rij, derde van links), de vroegste afbeelding van het symbool dat vandaag de dag bekendstaat als Yin en Yang.

## Afbeeldingen
De Notitia bevat de oudst bekende afbeeldingen van het diagram dat later bekend werd als het yin en yang symbool De infanterie-eenheden armigeri defensores seniores ("schilddragers") en Mauri Osismiaci hadden een schildontwerp dat overeenkomt met de dynamische, met de klok mee draaiende versie van het Yin-en yang symbool. Het embleem van de Thebaei, een ander West-Romeins infanterieregiment werd gekenmerkt door een patroon van concentrische cirkels dat vergelijkbaar is met de statische versie. De Romeinse patronen zijn bijna zevenhonderd jaar ouder dan de vroegste taoïstische versies van dit symbool.

## Voetnoten
1. ↑  Notitia Dignitatum op Medieval Sourcebook, Fordham University.
2. ↑  A. Goldsworthy, Roman Warfare (2000) blz. 198
3. ↑  P. Heather, Fall of the Roman Empire (Val van het Romeinse Rijk) (2005) blz. 63
4. ↑  D. Mattingly, An imperial Possession: Britain in the Roman Empire (2006) blz. 239
5. 1 2 3 4  (en)  Giovanni Monastra: de The "Yin-Yang" among the Insignia of the Roman Empire?, Sophia, Band. 6, nr. 2 (2000)
6. 1 2  (en)  Isabelle Robinet: "Taiji tu. Diagram of the Great Ultimate", in: Fabrizio Pregadio (red.): The Encyclopedia of Taoism A−Z, Routledge, Abingdon (Oxfordshire) 2008, ISBN 978-0-7007-1200-7, blz. 934-936 (934)
7. 1 2  (en)  Helmut Nickel: The Dragon and the Pearl, Metropolitan Museum Journal, Metropolitan Museum Journal, Band. 26 (1991), blz. 146, Fn. 5